# Beth Hart
Beth Hart (Los Angeles, 24 de janeiro de 1972) é uma cantora, compositora e multi-instrumentista estadunidense.
Ela tornou-se famosa após sua canção “LA Song (Out of This Town)”, tornar-se trilha-sonora de um episódio da 10ª temporada do seriado “Beverly Hills, 90210”.
Seus estilos de músicas são rock'n roll, Blues rock, jazz fusion,e soul.

## Discografia

### Álbuns
- 1993 - Beth Hart and the Ocean of Souls (relançado em 2009)
- 1996 - Immortal
- 1999 - Screamin' for My Supper
- 2003 - Leave the Light On
- 2005 - Live at Paradiso (DVD)
- 2007 - 37 Days Live (DVD)
- 2010 - My California
- 2011 - Don't Explain (com Joe Bonamassa)[2]
- 2012 - Bang Bang Boom Boom
- 2015 - Better Than Home
- 2016 - Fire on the Floor
- 2018 - Black Coffee
- 2019 - War in My Mind
- 2022 - A Tribute to Led Zeppelin
- 2024 - You Still Got Me

### Singles
- Run (1996)
- Immortal (1996)
- Summer Is Gone (1996)
- God Bless You (1996)
- Am I The One (1996)
- LA Song (Out of This Town) (1999)
- Delicious Surprise (2000)
- Leave The Light On (2003)
- World Without You (2004)
- Learning To Live (2004)
- Hiding Under Water (2005)
- Good as it Gets (2007)
- Over You (2007)
- Like You (And Everyone Else) 2010
- Learning To Live 2010
- Life Is Calling 2010
- Love Is The Hardest 2010
- Chocalate Jesus 2011
- I'll take care of you 2011
- Sister heroin 2012
- Take it easy on me

## Paradas Musicais

### Álbuns
| Ano  | Ranking                | Álbum                  | Posição |
| ---- | ---------------------- | ---------------------- | ------- |
| 2012 | Top Blues Albums       | Don't Explain          | #3      |
| 2011 | The Billboard 200      | Don't Explain          | #120    |
| 2011 | Top Blues Albums       | Don't Explain          | #3      |
| 2011 | Top Independent Albums | Don't Explain          | #3      |
| 2000 | The Billboard 200      | Screamin For My Supper | #143    |
| 1999 | Heatseekers            | Screamin For My Supper | #5      |

### Singles
| Ano  | Ranking               | Single                     | Posição |
| ---- | --------------------- | -------------------------- | ------- |
| 1999 | Adult Top 40          | LA Song (Out of This Town) | #7      |
| 1999 | The Billboard Hot 100 | LA Song (Out of This Town) | #88     |
| 1999 | Top 40 Tracks         | LA Song (Out of This Town) | #37     |